# ريتشارد كيند
ريتشارد بروس كايند (بالإنجليزية: Richard Bruce Kind) (من مواليد 22 نوفمبر 1956)، هو ممثل كوميدي ومسرحي أمريكي. تشمل أدواره التلفزيونية مشاركته في مسلسل كارول وشركاها (1990–1991)، ودوره كالدكتور مارك ديفاناو في متيم بك (1992–1999، 2019)، وبول لاسيتير في مدينة سبين (1996–2002)، وآندي في اكبح حماسك (2002–2021)، والكابتن ستان ينكو في شرق نيويورك (2022–2023)، وفينس فيش في جرائم قتل فقط في المبنى (2024). شارك أيضًا في أفلام مثل جونز (1996)، اعترافات عقل خطير (2002)، أريد شخصًا يأكل الجبن معي (2006)، ستان الكبير (2007)، رجل جاد (2009)، أغضب رجل في بروكلين (2014)، كل ما لدينا (2016)، مهرجان ريفكن (2020)، تيك، تيك... بوم! (2021)، والخارجون عن القانون (2023). ويشغل كايند حاليًا دور المعلّق والمساعد في برنامج الحوار المباشر على نتفليكس الكل مباشر مع جون مولاني.
قدّم كايند أداءات صوتية في عدة أفلام من إنتاج بيكسار، بما في ذلك شخصية "مولت" في حياة حشرة (1998)، و"فان" في أول فيلمين من سلسلة السيارات (2006–2011)، و"وُرْمو الكتاب" في قصة لعبة 3 (2010)، و"بينغ بونغ" في قلبًا وقالبًا (2015). كما يُؤدي صوت "مارتي غلوبرمان" في سلسلة الرسوم المتحركة على نتفليكس فم كبير (من 2017 حتى الآن). رُشح كايند لجائزة توني لأفضل ممثل مساعد في مسرحية عن دوره كشخصية ماركوس هوف في إنتاج برودواي لعام 2013 من مسرحية السكين الكبير.

## روابط خارجية
- ريتشارد كيند على موقع IMDb (الإنجليزية)
- ريتشارد كيند على موقع ألو سيني (الفرنسية)
- ريتشارد كيند على موقع ميوزك برينز (الإنجليزية)
- ريتشارد كيند على موقع أول موفي (الإنجليزية)
- ريتشارد كيند على موقع قاعدة بيانات برودواي على الإنترنت (الإنجليزية)
- ريتشارد كيند على موقع قاعدة بيانات الأفلام السويدية (السويدية)
- ريتشارد كيند على موقع إن إن دي بي (الإنجليزية)
- ريتشارد كيند على موقع قاعدة بيانات الفيلم (الإنجليزية)
- ريتشارد كيند على موقع كينوبويسك (الروسية)